# Маска Зорро
Маска Зорро (англ. The Mask of Zorro) — американський пригодницький фільм 1998 року, заснований на літературному персонажі Зорро. Режисером став Мартін Кемпбелл, а головні ролі виконали Антоніо Бандерас, Ентоні Гопкінс, Кетрін Зета-Джонс і Стюарт Вілсон. У фільмі зображений оригінальний Зорро, дон Дієго де ла Вега (Гопкінс), який втікає з в'язниці, щоб знайти свою давно втрачену доньку (Зета-Джонс) і помститися за смерть своєї дружини від рук корумпованого губернатора Рафаеля Монтеро (Вілсон). Йому допомагає його наступник (Бандерас), який має власну вендету проти правої руки губернатора й закохавсь у доньку де ла Веги.
Фільм вийшов у прокат у Сполучених Штатах 17 липня 1998 року, отримавши успіх у критиків і хороші комерційні збори, зібравши 250 мільйонів доларів при бюджеті в 95 мільйонів доларів. У 2005 році вийшов фільм «Легенда Зорро» — продовження з Бандерасом і Зетою-Джонс у головних ролях і режисером Кемпбеллом, але не мав такого успіху.

## Сюжет
Дія фільму розгортається в Каліфорнії в XIX столітті. Дон Дієго де ла Вега виступає проти правління губернатора Рафаеля Монтеро. Він одягає маску і як Зорро стає на захист скривджених. Водночас він веде спокійний спосіб життя зі своєю дружиною Есперансою, у яку закоханий Монтеро. Після останнього героїчного подвигу його викривають. Губернатор хоче його заарештувати, але Дієго чинить опір. У безладі Есперансу застрелив один із солдатів. Монтеро ув'язнює де ла Вегу і захоплює його маленьку дочку, немовля на ім'я Елена.
Через двадцять років Дієго повертає собі свободу і хоче вчинити довгоочікувану вендету. На жаль, зупиняється, побачивши дочку. Випадково він зустрічає злодія Алехандро Муррієту, якому багато років тому був подарував срібний медальйон. Він хоче натренувати його як нового Зорро, щоб той міг продовжити розпочату місію. Юнак погоджується, тому що йому потрібно звести особисті рахунки. Вірний слуга губернатора, армійський капітан Гаррісон Лав, убив його брата. У той же час красуня Елена причаровує молодого воїна.

## У ролях
| Актор                | Роль                         |
| -------------------- | ---------------------------- |
| Антоніо Бандерас     | Алехандро Муррієта / Зорро   |
| Хосе Марія де Тавіра | юний Алехандро Муррієта      |
| Ентоні Гопкінс       | Дон Дієго де ла Вега / Зорро |
| Кетрін Зета-Джонс    | Єлена Монтеро                |
| Стюарт Вілсон        | Рафаель Монтеро              |
| Метт Летшер          | капітан Гаррісон Лав         |
| Тоні Амендола        | Дон Луїс                     |